# Berenguera de Castella
Berenguera de Castella (Segòvia 1180 - Monestir de Santa Maria la Real de Las Huelgas, Burgos 1246) fou reina de Castella (1217) i reina consort de Lleó (1197-1204).

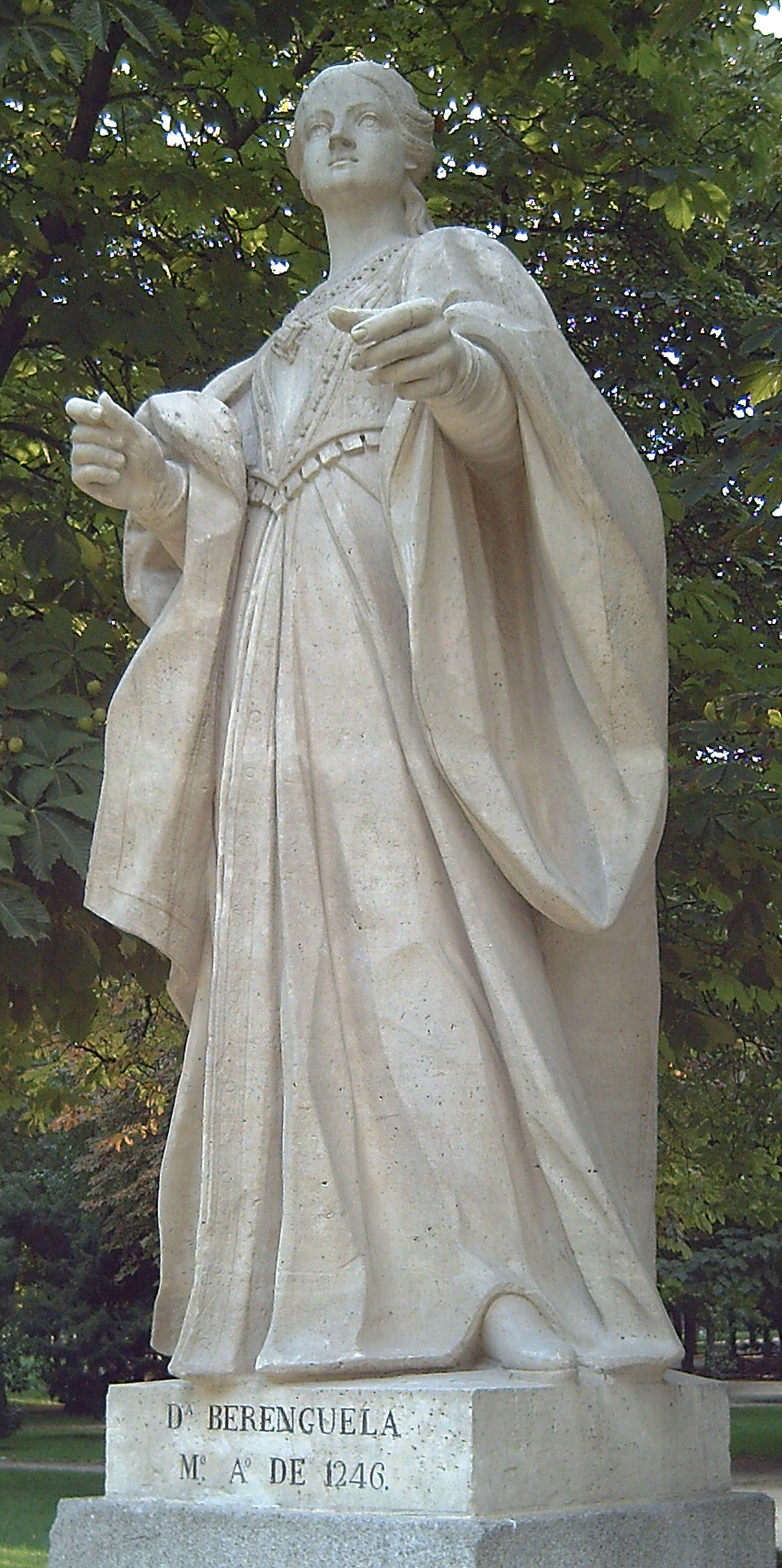
Estàtua de Berenguera de Castella a Madrid (1753).

## Orígens familiars
Va néixer l'1 de juny de 1180 sent la primogènita dels onze fills del rei de Castella Alfons VIII i la seva esposa, Elionor d'Anglaterra. Fou la successora del seu germà petit Enric I de Castella al Regne de Castella.

## Núpcies i descendents
Durant la seva infància, i per tal que el seu oncle, el rei d'Anglaterra Ricard Cor de Lleó, assolís aliar-se amb el poderós emperador germànic Frederic I Barbaroja, va ser casada el 1188 amb Conrad II de Suàbia, duc de Rothenburg, i cinquè fill de l'emperador. Però el matrimoni fou anul·lat el mateix any.
El desembre de 1197, a la ciutat de Valladolid, Berenguera es va casar de nou amb el rei de Lleó Alfons IX, i van nàixer d'aquest matrimoni cinc fills: 
- la infanta Berenguera de Lleó (1198-1235), casada amb Joan de Brienne, rei-regent de Jerusalem
- la infanta Constança de Lleó (1200-1242), monja al Monestir de Las Huelgas
- l'infant Ferran III de Castella (1201-1252), rei de Castella i rei de Lleó
- la infanta Elionor de Lleó (1202)
- l'infant Alfons de Molina (1203-1272), senyor de Molina i Mesa

El papa Innocenci III, però, es va obstinar a anul·lar el matrimoni al·legant el parentiu dels cònjuges, així Berenguera era neboda del seu espòs Alfons IX. Aquesta anul·lació es dugué a terme el 1204 i va contravenir el permís rebut per part de l'anterior Papa, Celestí III. Dissolt el llaç matrimonial Berenguera va retornar a Castella al costat dels seus pares.

## Herència del Regne de Castella

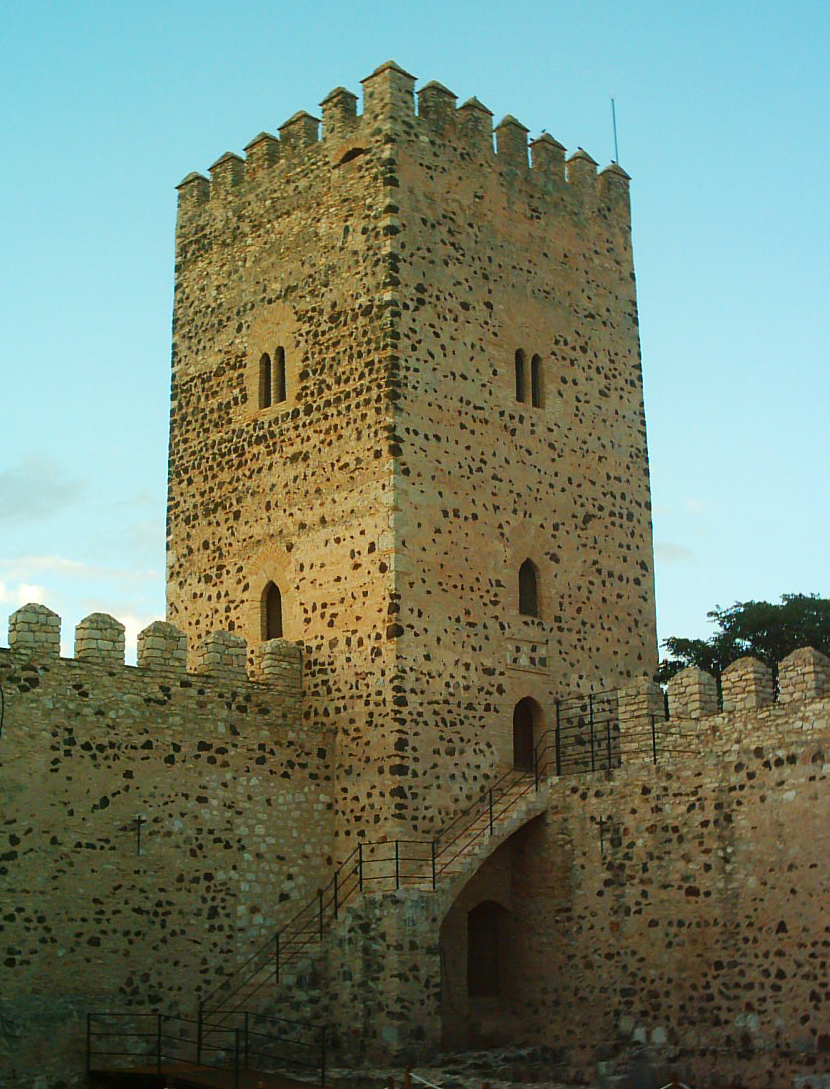
Castell de Doña Berenguela a Bolaños de Calatrava, Ciudad Real

En morir Alfons VIII el 1214, va heretar la corona el jove príncep Enric, tercer fill varó del difunt rei i únic supervivent, als 10 anys sota la regència de la seva mare, que va durar exactament 24 dies fins a la seva mort, i després sota la de la seva germana Berenguera.
Van començar llavors els disturbis interns de la noblesa, ocasionats principalment per la família dels Lara. Berenguera accedí llavors a cedir-los la tutoria del rei, per a així evitar una sèrie de conflictes, però sorgiren llavors protestes i desavinences per part d'altres membres de la noblesa que no estaven d'acord amb la nova tutoria. L'assumpte es resol al trobar el petit Enric I la mort de manera accidental: quan es trobava jugant amb altres nens, una teula va anar a parar de manera fortuïta al seu cap i el va matar a l'instant.
Al morir el petit Enric I, la corona de Castella va passar a la seva germana Berenguera, l'any 1217, i en l'acte de proclamació va renunciar al tron en favor del seu fill Ferran, tingut del seu segon matrimoni amb Alfons IX de Lleó. Va ser llavors quan Alfons IX va començar a ocasionar problemes, ja que ambicionava també la corona de Castella. Va ser ajudat per la família dels Lara, sempre disposada als enfrontaments i va arribar a entrar a Castella en to de guerra, però van ser rebutjats per Ferran III, per la majoria de les ciutats, pel clergat i per gran part de la noblesa. El rei Ferran III va vèncer i va obligar els Lara a fugir a terres musulmanes on es diu que el capitost va morir miserablement.
El 1230 va morir Alfons IX de Lleó, el qual va voler que el succeís una de les dues filles del seu primer matrimoni amb Teresa de Portugal: Sança de Lleó i Dolça de Lleó. Però Berenguera va saber manejar l'assumpte de l'herència amb gran intel·ligència i mestratge i ajudada pel clergat, la noblesa i fins i tot per la mare de les infantes, Teresa, va aconseguir que aquestes renunciessin, pel Tractat de les Terceries, al tron en favor del seu germà Ferran a canvi d'una substanciosa quantitat de diners i altres avantatges.
D'aquesta manera es van unir per a sempre el Regne de Lleó i el Regne de Castella en la persona de Ferran III dit el Sant (mai no ha estat canonitzat).
Berenguera de Castella va morir el dia 8 de novembre de 1246 retirada al convent de Las Huelgas, a la província de Burgos.